# To Daddy
«To Daddy» — песня, написанная Долли Партон и впервые выпущенная в 1977 году в исполнении Эммилу Харрис. Композиция основана на истории из жизни матери Партон и повествует о женщине, которая, будучи несчастной в браке, покидает мужа и детей в поисках личного счастья.
Выйдя изначально в формате сингла, песня в прочтении Харрис достигла позиции № 3 в американском чарте Hot Country Songs и строчки № 1 в канадском хит-параде Country Playlist. В дальнейшем композиция также вошла в очередной альбом певицы — Quarter Moon in a Ten Cent Town (1978). В свою очередь Партон, как автор одной из самых ротируемых кантри-песен года, получила награду BMI Country Awards.
Спустя почти 20 лет «To Daddy» была выпущена и самой Партон — концертный вариант произведения появился в её альбоме Heartsongs (1994), а студийная версия, записанная ещё в 1976 году, но прежде не издававшаяся, — в сборнике I Will Always Love You: The Essential Dolly Parton One (1995).

## История
Песня «To Daddy» была написана Долли Партон и повествует о женщине, день за днём терпевшей безразличное отношение своего мужа, но не выражавшей недовольства ради благополучия детей. Когда дети подрастают и сильной нужды в матери больше не испытывают, героиня, оставив прощальную записку, уходит из семьи в поисках любви и счастья, которых ей не хватало все прошлые годы. История рассказывается от имени ребёнка и, как отмечает Партон, описывает реальные отношения между её родителями, за тем лишь исключением, что её мать, Эйви Ли Партон, несмотря на все прошлые обиды и огорчения, в итоге вернулась домой.
Изначально Партон записала «To Daddy» сама с намерением включить песню в свой лонгплей All I Can Do (1976). Для него же она спела композицию «Boulder to Birmingham» авторства Эммилу Харрис. Решив сделать последней сюрприз, Партон весной 1976 года, ещё до релиза пластинки, пригласила Харрис в нэшвиллскую Fireside Studios Портера Вагонера на прослушивание готовых альбомных треков. Интерпретация «Boulder to Birmingham» стала для Харрис приятной неожиданностью, но куда сильнее её тронула партоновская «To Daddy»: «Это словно рассказ О. Генри, потому что она сбивает тебя с толку. Ты думаешь, что в конце героиня умрёт, но Долли делает резкий кульбит и всё кончается совсем иначе», — описывала она сюжетный твист произведения.
Под впечатлением от услышанного Харрис выразила желание записать «To Daddy» для своего альбома. Партон согласилась, что вызвало горячую полемику между ней и Вагонером, который в то время являлся её партнёром по музыкальном бизнесу и выступил категорически против того, чтобы отдавать будущий партоновский сингл другой артистке. Однако, вопреки мнению Вагонера, Партон всё-таки уступила «To Daddy» Харрис. Как Партон объясняла позднее, помимо веры в Харрис и любви к её творчеству, она приняла такое решение, потому что в тот период стремилась завоевать авторитет в качестве автора песен, и ей было важнее, чтобы сочинённую ей композицию записала другая популярная исполнительница, нежели оставить потенциальный хит себе.
Песню Харрис записала в мае 1976 года в Беверли-Хиллз, в мобильной студии своего продюсера Брайана Ахерна Enactron Truck. Результат сам продюсер описал как «очень нэшвиллский», в частности, назвав сыгранную им в «To Daddy» партию акустической гитары с жильными струнами трибьютом Чету Аткинсу. Трек вышел в ноябре 1977-го в формате сингла, а затем появился в очередном альбоме Харрис — Quarter Moon in a Ten Cent Town (1978). Номер быстро стал одним из наиболее популярных в репертуаре певицы, достигнув строчки № 3 в американском чарте Hot Country Songs и возглавив канадский хит-парад Country Playlist. На этом фоне Партон, как автор одной из самых ротируемых кантри-песен года, получила награду BMI Country Awards.
В 1994 году концертная запись «To Daddy» в исполнении самой Партон вошла в её собственный лонгплей Heartsongs, а также была выпущена в качестве сингла, который однако в Hot Country Songs не попал . Исходная же студийная версия песни, записанная Партон в 1976 году, впервые вышла только в 1995-м — на сборнике I Will Always Love You: The Essential Dolly Parton One. В 2003 году вариант Харрис с пластинки Quarter Moon in a Ten Cent Town был включён в чествовавший творчество Партон трибьют-альбом Just Because I’m a Woman: Songs of Dolly Parton.

## Оценки и трактовки
Редакторы журнала Billboard в разделе кантри-рецензий описали сингл Харрис как добротную интерпретацию песни Долли Партон, отметив также великолепные гитарный и вокальный аккомпанемент, сопровождающие тонко отточенный голос певицы. Помимо этого, издание внесло «To Daddy» в подборку рекомендуемых поп-синглов. Тридцать лет спустя в своей энциклопедии The Billboard Illustrated Encyclopedia of Country Music (2007) журнал включили композицию в подборку классических записей исполнительницы. В 2017 году еженедельник поместил номер в собственную десятку лучших песен Харрис, подготовленную критиком Чаком Дофеном, — как часть оставленного певицей «одного из богатейших наследий в истории музыки».
Рецензент британского журнала Melody Maker Иэн Бёрч назвал «To Daddy» одним из лучших треков с разочаровывающего в целом альбома Quarter Moon in a Ten Cent Town и идеально подходящим для «королевы современного кроссовер-кантри». The Hot Band, по его мнению как всегда звучат «непринуждённо безупречно», однако менее пронзительно, чем раньше, и в их игре начинает прослеживаться формула и пресыщенность. По мнению журналиста газеты The Clarion-Ledger Грега Бэнкса, Харрис в своих песнях, кажется, не способна стать кем-то большим, чем отстранённым наблюдателем, и в «To Daddy» (которая сама по себе хорошо написанная и трогательная песня) проявляет не больше эмоций, чем судебная стенографистка на бракоразводном процессе. Обозреватель журнала Stereo Review Ноэль Коппэйдж, написал, что не испытывает особого восторга по поводу ставшей хитом «To Daddy» и назвал её «мультиком с концовкой в стиле О. Генри». Рецензенты же издания Cash Box назвали запись прекрасной, заключив, что у программных директоров радиостанций не должно возникнуть сомнений насчёт этого сингла.
Музыкальный критик газеты The Washington Post Джозеф Маклиллан назвал «To Daddy» архетипом прилизанной коммерческой кантри-песни своего времени — с семейной проблемой прямиком из колонки Энн Ландерс, припевом, который с каждым повтором обретает новые оттенки иронии, и мелодией, основанной на «Базовом кантри-мотиве № 2А». «Этот материал не особо подходит Эммилу, хотя она пытается убедить нас в обратном», — заключил редактор. По мнению обозревателя газеты The New York Times Джойс Мэйнард прочтение Харрис получилось трогательным и драматичным, но без мелодрамы, и более разнообразным по тону, чем выпущенная той же певицей ранее более красивая, но не впечатляющая версия партоновской «Coat of Many Colors».
Музыкальный критик газеты The Cincinnati Enquirer Клифф Рэйдел, оценивая «To Daddy», подтвердил замеченную им ещё в первых альбомах певицы способность Харрис убедительно имитировать манеру пения Партон и констатировал, что в этот раз ей удалось «перепартонить Партон»: сохраняя вокал «тонким, как блэквудский ручей в августе» на протяжении почти всего трека и лишь на последней строчке отбрасывая все «партонизмы» и обретая свой истинный голос, который десятикратно усиливает эмоциональное наполнение песни мощной концовкой из трёх слов — «Goodbye to Daddy». Рецензенты журнала Record World также сочли вокальный стиль Харрис в этой композиции очень похожим на партоновский, резюмировав: «История — грустная, исполнение — в самый раз, кантри- и поп-хит кажется весьма вероятным». Аналогично предыдущим рецензентам, подражание «детскому воркованию Партон» в харрисовском исполнении «To Daddy» усмотрел и обозреватель издания High Fidelity Кен Такер, назвав такую вокальную подачу крайне неподходящей для женщины, «столь осознанно зрелой, как Харрис».
Музыкальный критик газеты Los Angeles Times Роберт Хиллбёрн назвал «To Daddy» в прочтении Харрис «одной из лучших песен, записанных этой утончённой кантри-поп-певицей», описав номер как пронзительную историю с неожиданным финалом о том, как «материнская любовь отходит в сторону на фоне женских потребностей». В свою очередь обозреватель газеты The Rapid City Journal Рон Крёзе привёл «To Daddy» (наряду с «Easy From Now On» и «Leavin Louisiana in the Broad Daylight» из того же альбома) как одну из иллюстраций того, что Харрис в отличие от многих других кантри-артисток обычно выбирает материал, в котором женщины выступают не жертвами, а, напротив, обладают необходимым достоинством и независимостью для преодоления трудностей. В этом же свете рецензент газеты Red Deer Advocate Джей Норман Бауэр, пересказав сюжет композиции, констатировал: «Феминизм приходит в музыку кантри».
Музыкальная журналистка Джерри Хирши в своей книге We Gotta Get Out of This Place (2001) привела «To Daddy» как пример давно декларируемой Харрис приверженности неординарным композициям, которые почти невозможно сделать хитами. Во времена, когда в чартах правили калифорния-кул и диско, а привычными публике женскими персонажами в рок-песнях были сбежавшие из дома девушки-подростки, Харрис поместила на один из своих причудливых (не вполне кантри- и не вполне рок-) альбомов того периода житейский сюжет о зрелой женщине со взрослыми детьми и холодным отстранённым мужем, спокойно пишущей прощальную записку и исчезающей навсегда перед рассветом. По мнению Хирши, стоическое, эпическое одиночество героини «To Daddy» более душераздирающе и шокирующе, чем любая история о семье из пяти человек, погибшей в аварии на шоссе по дороге в церковь, и как свидетельство женской боли и триумфа, затмила бы отвратный гимн Хелен Редди «I Am Woman», если бы её кто-нибудь слушал. Песня, по замечанию Хирши, также резонировала с меланхоличной традицией сурового видения мира, уходившей корнями во времена до появления The Carter Family, в которой тот факт, что трагедия идёт бок о бок с повседневностью, принимался с почти безмятежным спокойствием.
В свою очередь социолог Джордж Льюис в книге All that Glitters: Country Music in America (1993) обозначил «To Daddy» в качестве одной из композиций, наглядно отражающих, как по мере того, как социальные перемены в США 1970-х годов приносили в музыку кантри всё больше песен, исполняемых и написанных женщинами, а кантри-аудитория впитывала социальные последствия являвшегося изначально уделом среднего класса движения за права женщин, кантри-композиции на тему традиционных ролевых отношений между мужчиной и женщиной стали все чаще наполняться откликами, замечаниями и критикой, транслировавшими женскую точку зрения. В этом же свете журналистка Дженнифер Лоулер в своей книге Songs of Life: The Meaning of Country Music (1996) констатировала, что «To Daddy», наряду с такими композициями как «One of These Days» или «Easy From Now On», является одной из многих песен в репертуаре Харрис, чествующих способность женщин существовать без опоры на мужчин, отметив, что данный посыл в целом не типичен для кантри-исполнителей, и потому звучит не только актуально, но и оригинально.
Сама Партон в своей книге Dolly Parton, Songteller: My Life in Lyrics (2020) высказалась о сингле Харрис так: «Многие звёзды записывали мои песни до того, как это сделала Эммилу. Но её версия „To Daddy“ значила для меня больше, чем любые из этих записей», также назвав харрисовскую интерпретацию «одной из лучших версий одной из моих песен, которую кто-либо когда-либо записывал». «Я думаю, она проделала с ней прекрасную работу», — заключила Партон. С деловой точки зрения Партон охарактеризовала решение уступить свою композицию Харрис как «хороший ход», пояснив: «Она записывала и другие мои песни, и другие люди стали интересоваться мной и моими песнями, потому что она продвигала меня как автора среди других людей».
Оценивая версию «To Daddy», представленную в альбоме Партон Heartsongs (1994), редактор Billboard Ларри Флик отметил, что певица исполняет одну из своих классических песен при поддержке звёздной аккомпанирующей группы, в которую входят бэк-вокалистки Элисон Краусс и Ронда Винсент, и это концертное, полностью акустическое прочтение позволяет композиции и ангельскому голосу Партон раскрыться во всей красе. Обозреватель того же издания Эдвард Моррис, освещая выход диска Heartsongs, выразил надежду, что рецензенты послушают текст «To Daddy» более внимательно, чем многие из них слушали его в версии Харрис 1977 года, поскольку песня «не о том, о чём кажется на первый взгляд». Британская газета The Telegraph в 2015 году включила «To Daddy» в свой список 30 лучших песен Партон. В 2023-м в схожий перечень из 50 позиций произведение внёс журнал Rolling Stone, описав его как феминистскую декларацию независимости.

## Позиции в чартах
Еженедельные чарты
| Чарт (1978)                            | Высшая позиция | Прим.  |
| -------------------------------------- | -------------- | ------ |
| США, Billboard, Hot Country Songs      | 3              | [ 43 ] |
| США, Billboard, Bubbling Under Hot 100 | 102            | [ 44 ] |
| США, Cash Box, Top 100 Country Singles | 3              | [ 45 ] |
| США, Record World, Country Singles     | 2              | [ 46 ] |
| США, Record World, Singles             | 104            | [ 47 ] |
| США, Radio & Records, Country Airplay  | 1              | [ 48 ] |
| Канада, RPM, Country Playlist          | 1              | [ 49 ] |

Ежегодные чарты
| Чарт (1978)                                    | Позиция | Прим.  |
| ---------------------------------------------- | ------- | ------ |
| США, Cash Box, Top 50 Country Singles          | 35      | [ 50 ] |
| США, Record World, Top Country Singles of 1978 | 19      | [ 51 ] |
| США, Radio & Records, The Country «78» of 1978 | 31      | [ 52 ] |
| Канада, RPM, Top 50 Country Singles '78        | 20      | [ 53 ] |

## Награды
BMI Country Awards
Награда компании BMI авторам наиболее ротируемых кантри-песен года (период с 1 апреля 1977-го по 31 марта 1978-го).
| Год  | Категория               | Номинант     | Итог   | Прим.  |
| ---- | ----------------------- | ------------ | ------ | ------ |
| 1978 | Citation of Achievement | Долли Партон | Победа | [ 15 ] |

## Музыканты на записи
- Хэнк Девито — педал-стил
- Брайан Ахерн — гитара с жильными струнами и 12-струнная гитара
- Эммилу Харрис — акустическая гитара
- Родни Кроуэлл — акустическая гитара
- Глен Хардин — электропианино
- Джон Уэйр — перкуссия
- Мики Рафаэль — губная гармоника
- Эмори Горди — бас-гитара

## Полезные ссылки
- Студийная версия песни в исполнении Партон (аудио, 1976) на YouTube
- Концертная версия в исполнении Партон (аудио, 1994) на YouTube

## Комментарии
1. ↑  Как уточняет редактор издания The Journal of Country Music Дэниел Купер, посещение Fireside Studios состоялось вечером того же дня, когда Харрис, Партон и Линда Ронстадт в качестве трио снялись в партоновском телешоу Dolly![7].
2. ↑  Данные о том, когда Харрис изъявила желание записать песню, расходятся в зависимости от того, кто рассказывает историю. У Партон это происходит сразу после прослушивания песни[8]. У Харрис и Ахерна — после того, как вышел альбом Партон и «To Daddy» в нём не оказалось[9].